# خط طول 115° غرب
خط طول 115° غرب هو أحد خطوط الطول الجغرافية، والتي تمتد من القطب الشمالي الجغرافي إلى القطب الجنوبي الجغرافي، وحسب التحويل الزمني يتأخر خط طول 115° غرب عن خط غرينتش بـ7 ساعات و40 دقيقة.

## من القطب إلى القطب
ينطلق خط طول 115° غرب من القطب الشمالي نحو القطب الجنوبي مرورا بالمناطق التي ترد في الجدول التالي:
| الإحداثيات                           | البلد أو الإقليم أو البحر | ملاحظات |
| ------------------------------------ | ------------------------- | --- |
| 90°0′N 115°0′W / 90.000°N 115.000°W  | المحيط المتجمد الشمالي    | |
| 77°58′N 115°0′W / 77.967°N 115.000°W | كندا                      | الأقاليم الشمالية الغربية — جزيرة بروك [لغات أخرى]‏ |
| 77°55′N 115°0′W / 77.917°N 115.000°W | Ballantyne Strait         | |
| 77°19′N 115°0′W / 77.317°N 115.000°W | Unnamed waterbody         | مرورا بغرب Emerald Isle، الأقاليم الشمالية الغربية, كندا في 76°47′N 114°50′W / 76.783°N 114.833°W |
| 76°28′N 115°0′W / 76.467°N 115.000°W | كندا                      | الأقاليم الشمالية الغربية — جزيرة ميلفيل |
| 74°58′N 115°0′W / 74.967°N 115.000°W | مضيق مكلور [لغات أخرى]‏    | |
| 73°18′N 115°0′W / 73.300°N 115.000°W | كندا                      | الأقاليم الشمالية الغربية — جزيرة فيكتوريا (كندا) |
| 70°36′N 115°0′W / 70.600°N 115.000°W | Prince Albert Sound       | |
| 70°17′N 115°0′W / 70.283°N 115.000°W | كندا                      | الأقاليم الشمالية الغربية — جزيرة فيكتوريا (كندا) نونافوت — من 70°0′N 115°0′W / 70.000°N 115.000°W on جزيرة فيكتوريا (كندا) |
| 68°52′N 115°0′W / 68.867°N 115.000°W | Dolphin و Union Strait    | |
| 70°17′N 115°0′W / 70.283°N 115.000°W | كندا                      | نونافوت - mainland |
| 68°10′N 115°0′W / 68.167°N 115.000°W | خليج كورونيشن             | |
| 67°48′N 115°0′W / 67.800°N 115.000°W | كندا                      | نونافوت الأقاليم الشمالية الغربية — من 66°16′N 115°0′W / 66.267°N 115.000°W, مرورا عبر the بحيرة جريت سليف ألبرتا — من 60°0′N 115°0′W / 60.000°N 115.000°W كولومبيا البريطانية — من 50°34′N 115°0′W / 50.567°N 115.000°W                                                   |
| 49°0′N 115°0′W / 49.000°N 115.000°W  | الولايات المتحدة          | مونتانا أيداهو — من 46°58′N 115°0′W / 46.967°N 115.000°W نيفادا — من 42°0′N 115°0′W / 42.000°N 115.000°W كاليفورنيا — من 35°17′N 115°0′W / 35.283°N 115.000°W |
| 32°42′N 115°0′W / 32.700°N 115.000°W | المكسيك                   | ولاية باها كاليفورنيا ولاية سونورا — لحوالي 12 km من 32°18′N 115°0′W / 32.300°N 115.000°W Baja California — من 32°11′N 115°0′W / 32.183°N 115.000°W Sonora — لحوالي 2 km من 31°59′N 115°0′W / 31.983°N 115.000°W Baja California — من 31°56′N 115°0′W / 31.933°N 115.000°W |
| 29°23′N 115°0′W / 29.383°N 115.000°W | المحيط الهادئ             | Sebastián Vizcaíno Bay, مرورا بشرق سيدروس, المكسيك في 38°10′N 115°9′W / 38.167°N 115.150°W |
| 27°50′N 115°0′W / 27.833°N 115.000°W | المكسيك                   | ولاية باخا كاليفورنيا سور |
| 27°43′N 115°0′W / 27.717°N 115.000°W | المحيط الهادئ             | مرورا بغرب Clarion Island, المكسيك في 18°21′N 114°47′W / 18.350°N 114.783°W |
| 60°0′S 115°0′W / 60.000°S 115.000°W  | المحيط الجنوبي            | |
| 74°2′S 115°0′W / 74.033°S 115.000°W  | القارة القطبية الجنوبية   | المطالب الإقليمية بالقارة القطبية الجنوبية |